# Запис бор код манастира (Својново)
Запис бор код манастира (Својново) се налази на парцели чији је власник Српска православна црква.

## Локација
| Општина             | Параћин                                                          |
| Катастарска општина | Својново                                                         |
| Потес               | Чукар                                                            |
| Координате          | 43° 47′ 20″ С; 21° 17′ 01″ И / 43.788899999999998° С; 21.2837° И |
| Надморска висина    | 268m                                                             |

## Карактеристике
Дендрометријске вредности утврђене на терену и сателитским снимцима:
| Стабло                     | Бор |
| Висина стабла              | m   |
| Обим дебла                 | m   |
| Пречник крошње             | 9m  |
| Пречник дебла              | m   |
| Висина дебла до прве гране | m   |

## База записа
Запис је у оквиру Викимедија пројекта "Запис - Свето дрво" заведен под редним бројем 1066.